# نادي ضمك
نادي ضمك السعودي لكرة القدم نادي رياضي سعودي من محافظة خميس مشيط في الجنوب الغربي من السعودية. يعتبر من أبرز الأندية السعودية في ألعاب القوى، وقد قدم العديد من النجوم للعديد من أندية السعودية سواء كان ذلك في كرة القدم أو ألعاب القوى والألعاب المختلفة.

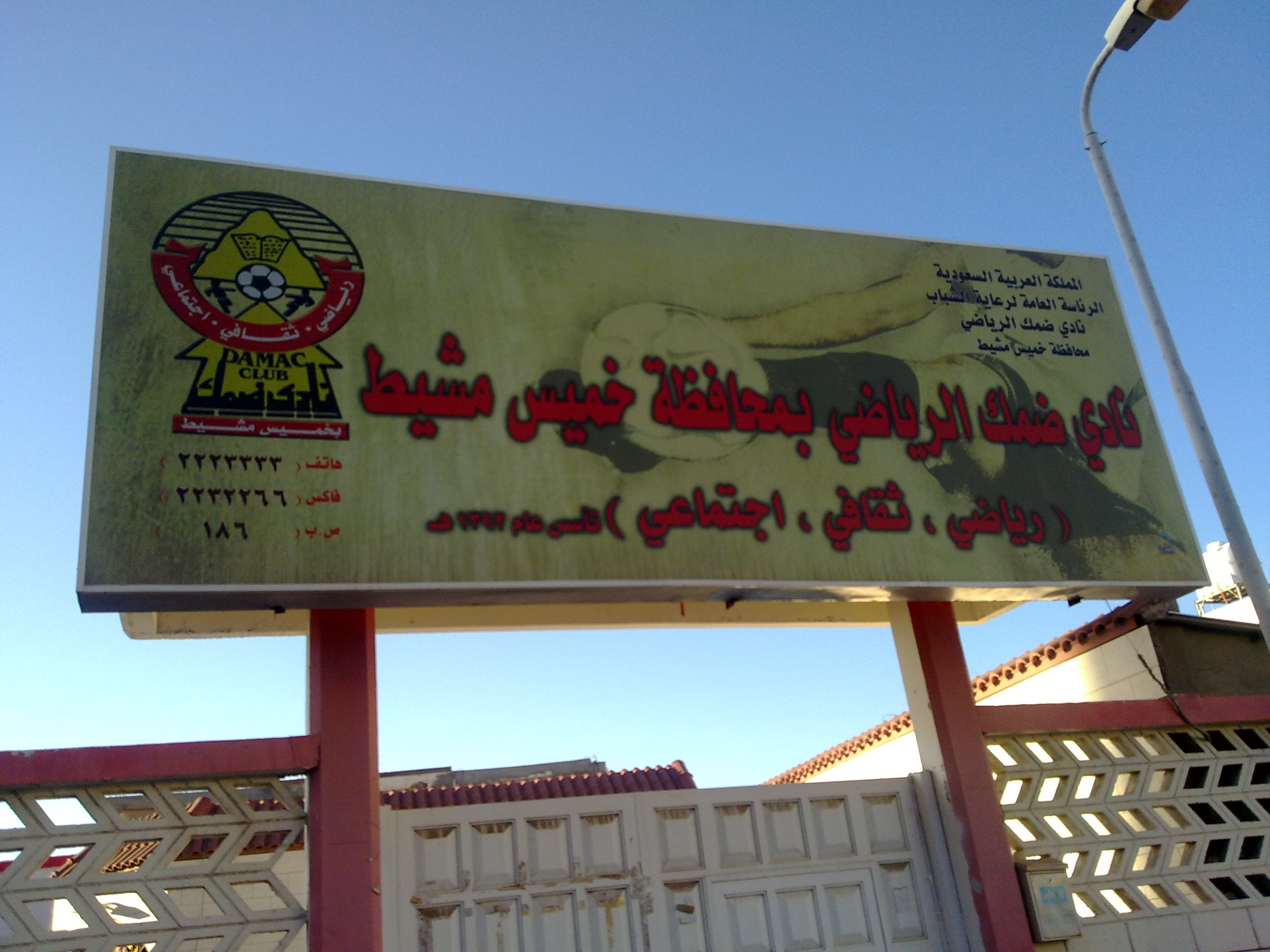
نادي ضمك في خميس مشيط

تأسس نادي ضمك تحت إشراف مركز التنمية الاجتماعية في محافظة خميس مشيط بالسعودية، وبعد ذلك أقر أبناء النادي بأن يكون الاسم نابعا من البيئة المحلية ويرمز إلى التاريخ. ووجدوا أن جبل ضمك الذي يقع جنوب المدينة يرمز إلى الشموخ والإباء هو الاسم الذي استوحوه من طبيعة المنطقة وتم تسجيل النادي رسميا ضمن أندية المملكة في عام 1391 هـ (1971) تاريخ التأسيس: 1386هـ (1966) ويقع في مدينة خميس مشيط. تاريخ التسجيل الرسمي: 1391هـ

## مرافق النادي

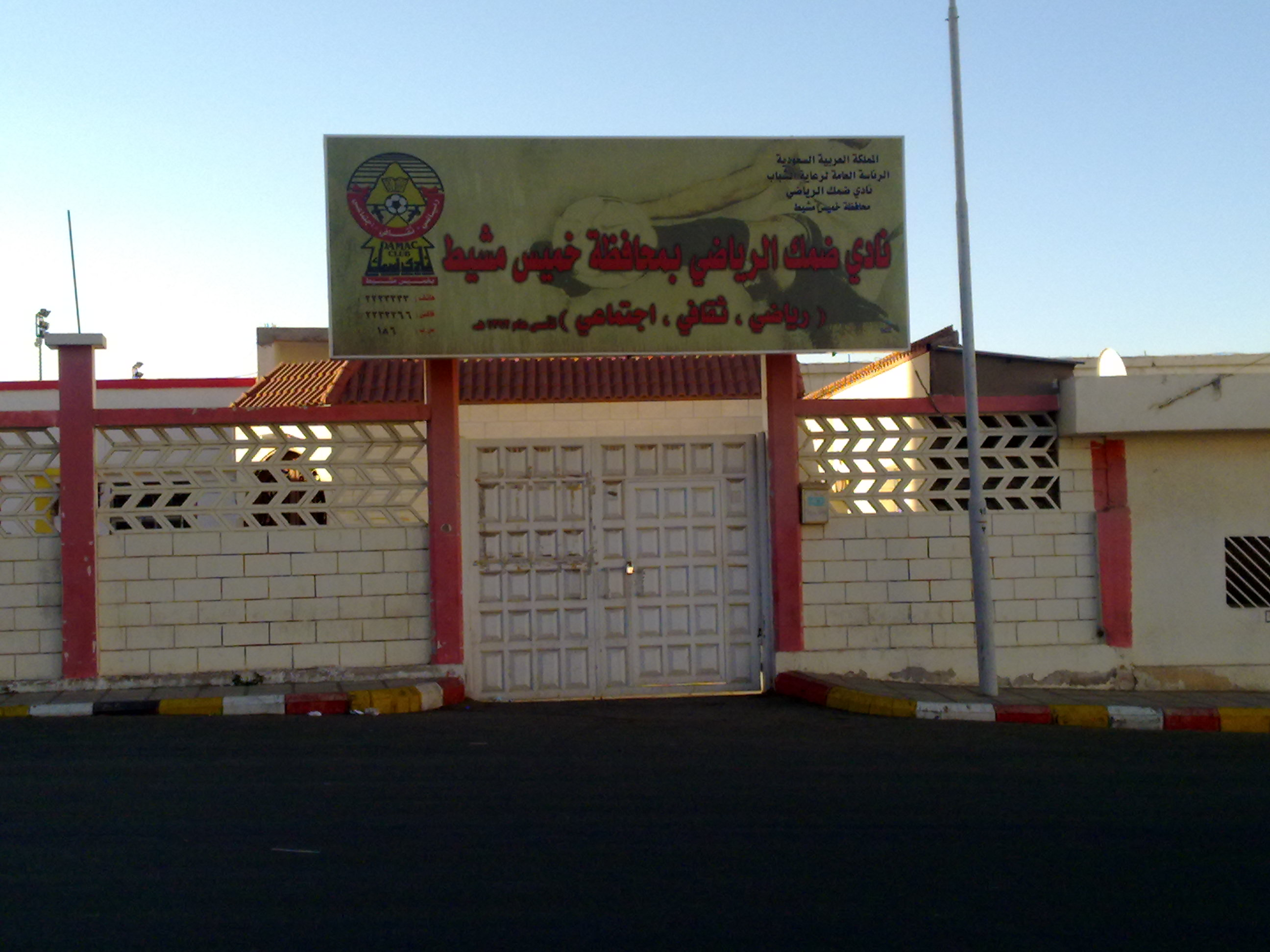
نادي ضمك في خميس مشيط

- ملعب كرة قدم مزروع يتسع إلى أكثر من 2000 شخص بالإضافة لمنصة كبار الشخصيات.
- ملعب كرة قدم ترابي رديف للسابق.
- ملعب كرة سلة وطائرة.
- صالة ملاكمة وكرة طائرة.
- ملحقات النادي من مكتبة ومسجد.

## الألعاب المسجلة بالنادي
| - كرة قدم - كرة يد - كرة سلة - تنس الطاولة - ألعاب القوى واختراق الضاحية - تنس أرضي - جمباز - ملاكمة |  | - الاسكواش - الجودو - التايكوندو - السباحة - كرة الماء - كاراتية وكلها بدرجاتها الثلاث - الدراجات |

## اللاعبون
ملاحظة: تشير الأعلام إلى المنتخب بحسب قواعد الأهلية المعتمدة من قبل الفيفا؛ تنطبق بعض الاستثناءات المحدودة. وقد يحمل اللاعبون أكثر من جنسية لا تعترف بها الفيفا.
| الرقم | البلد     | المركز | اللاعب                                |
| ----- | --------- | ------ | ------------------------------------- |
| 1     | رومانيا   | حارس   | فلوريون نيتا                          |
| 3     | الجزائر   | مدافع  | عبد القادر بدران                      |
| 4     | السعودية  | مدافع  | نور الرشيدي                           |
| 5     | السعودية  | مدافع  | طارق عبد الله                         |
| 6     | السعودية  | وسط    | فيصل الصبياني (معار من النادي الأهلي) |
| 7     | السعودية  | وسط    | عبد الله القحطاني                     |
| 8     | مصر       | وسط    | طارق حامد                             |
| 10    | الكاميرون | وسط    | جورج-كيفين نكودو                      |
| 11    | غينيا     | وسط    | فرانسوا كامانو                        |
| 12    | السعودية  | وسط    | سنوسي هوساوي                          |
| 13    | السعودية  | مدافع  | عبد الرحمن العبيد                     |
| 15    | الجزائر   | مدافع  | فاروق شافعي                           |
| 17    | السعودية  | وسط    | عبد الله المقرن (معار من نادي الفتح)  |
| 18    | السعودية  | وسط    | أحمد حريصي                            |

| الرقم | البلد    | المركز | اللاعب                             |
| ----- | -------- | ------ | ---------------------------------- |
| 19    | السعودية | مهاجم  | ثامر العلي                         |
| 20    | السعودية | مدافع  | ضاري العنزي                        |
| 21    | السعودية | حارس   | يحيى أبو داحي U19                  |
| 22    | السعودية | حارس   | عبد الباسط هوساوي                  |
| 23    | السعودية | مهاجم  | جواد الحسن U19                     |
| 30    | السعودية | حارس   | ناصر الغامدي                       |
| 32    | رومانيا  | وسط    | نيكوشور ستانتشيو                   |
| 51    | السعودية | وسط    | رمزي صولان                         |
| 80    | السنغال  | مهاجم  | حبيب ديالو (معار من نادي الشباب)   |
| 87    | السعودية | مدافع  | محمد الخيبري (معار من نادي الخليج) |
| 90    | السعودية | وسط    | هزاع الغامدي                       |
| 94    | السعودية | مهاجم  | مشاري النمر (معار من نادي النصر)   |
| 95    | السعودية | وسط    | أيمن فلاته (معار من النادي الأهلي) |
| 97    | السعودية | حارس   | أمين بخاري (معار من نادي النصر)    |

### لاعبين غير مسجلين
ملاحظة: تشير الأعلام إلى المنتخب بحسب قواعد الأهلية المعتمدة من قبل الفيفا؛ تنطبق بعض الاستثناءات المحدودة. وقد يحمل اللاعبون أكثر من جنسية لا تعترف بها الفيفا.
| الرقم | البلد  | المركز | اللاعب     |
| ----- | ------ | ------ | ---------- |
| 6     | هولندا | وسط    | آدم ماهر   |
| 9     | غامبيا | مهاجم  | أسان سيساي |

| الرقم | البلد    | المركز | اللاعب        |
| ----- | -------- | ------ | ------------- |
| 24    | السعودية | وسط    | حسن أبو شرارة |
| 99    | السعودية | مهاجم  | ريان القحطاني |

## أبرز المدربين

### غير السعوديين
- محسن حباشة
- إبراهيم السيد البربري
- محمود السايس
- فؤاد شعبان
- محسن النعتري
- مصطفى العقيدة
- جميل قاسم
- محمد الدو
- عز الدين عباس
- سعيد خيدر
- سليم المنجا
- الهادي الوالي
- علي المجاهد
- جلال القادري
- المنذر العذاري
- نور الدين بن زكري[3]

### سعوديون
- محمد الجارودي
- علي عايض
- محمد سالم
- مساعد سعد
- حمد اليامي
- عبد الله الطافشي
- محمد الدربي
- ياسر كربي

## أبرز النجوم واللاعبين السابقين

### كرة القدم
| - محمد سويد - عبد الله أبو كف - عبد الرحمن الفيصل - علي أبو داهش - عبد الرحمن سعد - صلاح عظيمان - محمد أبو نخاع - عبد الرحمن الراشد - سعيد مرزوق القحطاني - مساعد سعد - أحمدالبركاتي - سامي ريحان | - محمد الراشد - خالد سويد - علي زايد - علي بن هيله - منصور النجعي - محمد الشهراني - فهد عواجي - بندر طامي - فهد جبران القحطاني - عبيد الدوسري - عبد الله سليمان - أحمد خريش - فايز عسيري - علي صالح العمري من أبطال منتخب المملكة العربية السعودية في لعبة الجلة، حقق رقم الشباب على مستوى المملكة لمدة عام كامل، وله عديد من الإنجازات المحلية . - إبراهيم ظفير الشهراني: من أبرز أبطال المملكة في رمي القرص والحائز على العديد من الميداليات الذهبية - هادي صوعان: البطل الأولمبي السعودي والحائز على الميدالية الفضية في المبياد سيدني في سباق 400م حواجز - عبد الله مرزوق الشهراني: من أبطال العشاري - ظافر مهدي القحطاني: من أبطال منتخب المملكة العربية السعودية ومن أبطال الخليج وأبطال العرب وأبطال آسيا - فيصل محمد القحطاني - علي عاروك الأحمري - عائض رامس الشهري - سالم سعيّد الشهراني - محمد بن صوان الشهراني - الحارس سعيد أبو عصيده - خالد حطش الشهراني - عبد الغني الشهرانى - عبداللله سمران - محمد سلطان الشهري المدرب المصري طارق العويلى، ورئيس النادي الأستاذ حسين مشيط. |

## أبرز إنجازات النادي
- صعود النادي للدوري الممتاز عام 1401هـ
- صعود النادي لدوري الدرجة الأولى عام 1400 هـ
- صعود النادي لدوري الدرجة الأولى عام 1411 هـ
- صعود النادي للدرجة الأولي (قدم) مرتين الأولي لموسم 1400-1401 والموسم الثاني 1410-1411
- كاس آسيا ابطال الكؤوس لموسم 1411-
- صعود النادي لدوري الدرجة الثانية عام 1423 هـ
- صعود النادي لدوري الدرجة الأولى عام 1425 هـ
- الحصول على المركز الخامس في الدوري المشترك عام 1402 هـ
- تأهل لدور الأربعة في كأس ولي العهد عام 1404 هـ
- الحصول على المركز الأول في بطولات ألعاب القوى والعاب الدراجات وكرة الماء على مستوى المملكة العربية السعودية لعده سنوات..
- الحصول على المركز الرابع في بطولة اندية الدرجة الأولى لعام 1426 هـ
- الصعود إلى دوري ركاء بالمركز الأول وحسم الدوري 1436
- تعتبر لعبة الملاكمة من اميز الألعاب الرياضية على مستوى المملكة وقد ظهر بها لاعبين مميزين مثل اللاعب علي دهيس ومكي زايد وإبراهيم منيع حازو على ميداليات دولية وعربية على مستوى المنتخبات الوطنية

وتعتبر قاعدة ضمك من أفضل الأندية للمراحل السنية وقد نافس شباب النادي على الصعود إلى الدرجة الممتازة وكذلك الناشئين الذين لا زالوا من أوائل فرق المنطقة.

## جوائز حصل عليها النادي

### في المجال الرياضي
- النادي علي النادي المثالي الموسم الأول 1395-1396
- النادي علي النادي المثالي الموسم الثاني 1397-1398
- النادي علي النادي المثالي الموسم الثالث 1416-1417

### في المجال الثقافي والاجتماعي
- المركز الأول في مسابقة القران الكريم وكتابة المقالات الأدبية والعروض المسرحية.صالح أبونخاع

مسابقة القران الكريم 1414 - 1994 في المحالة على مستوى المنطقة الجنوبية - المشاركون
سعد عبد الرحمن الشهري
عبد الله أحمد الباكري
سعيد يسلم